# Mercat de la Carn
El Mercat de la Carn és un edifici del municipi de Vilafranca del Penedès (Alt Penedès) protegit com a bé cultural d'interès local. El mercat va ser construït el 1882, al lloc on el 1873 s'havia enderrocat el Teatre Vell (realitzat el 1817, amb una capacitat per unes sis-centes persones). Aquest Teatre Municipal ocupava part de la Plaça de l'Oli, i en fer-se el mercat, es va recuperar aquest espai.

## Descripció
El Mercat de la Carn està situat a la Plaça de l'Oli, cantonada amb la Plaça de la Vall del Castell. És un edifici públic entre mitgeres format per planta baixa sota coberta de teula àrab. Les finestres són d'arc rebaixat i els portals d'entrada d'arc de mig punt. La composició és simètrica i el llenguatge emprat en l'obra és l'eclèctic. Es fa ús del maó vist.